# シルハ語
シルハ語 (シルハご、Shilha 発音: [ˈʃɪlhə];、または Tamazirt n Suss、アラビア語モロッコ方言: Shelha) は、ベルベル語の一種である。話者数はエスノローグによれば約300万人であり、INALCO（フランスに本部を置く言語研究所）によれば約800万人である。タシルハイト語、タシュリヒート語（自称 Taclḥit；Tachelhit, Tachelhiyt, Tachlhit等と音写）とも呼ばれる。
話者は、モロッコの高アトラス山脈（オートアトラス山脈）の北斜面から小アトラス山脈（アンティアトラス山脈）の南斜面まで、西は大西洋に至るまでの地域に居住する。

## 関連書籍
- 堀内里香『タシュルヒート語彙集』東京外国語大学アジア・アフリカ言語文化研究所、2000年。ISBN 4-87297-770-X。